# Ardit Shehaj
Ardit Shehaj (ur. 23 września 1990 we Wlorze) – albański piłkarz, były członek albańskich reprezentacji U-17, U-20 i U-21.